# Liste des matchs de l'équipe de Brunei de football par adversaire
Cette liste présente les matchs de l'équipe de Brunei de football par adversaire rencontré.
- Haut – A
- B
- C
- D
- E
- F
- G
- H
- I
- J
- K
- L
- M
- N
- O
- P
- Q
- R
- S
- T
- U
- V
- W
- X
- Y
- Z

## B

### Bhoutan

#### Confrontations
Confrontations entre Brunei et le Bhoutan :
|   | Date         | Lieu       | Match            | Score | Compétition                    |
| - | ------------ | ---------- | ---------------- | ----- | ------------------------------ |
| 1 | 6 avril 2006 | Chittagong | Brunei - Bhoutan | 0-0   | AFC Challenge Cup 2006 (gr. B) |
| 2 | 15 mai 2008  | Iloilo     | Bhoutan - Brunei | 1-1   | AFC Challenge Cup 2008 (gr. B) |

#### Bilan
Au 30 mars 2019 :
- Total de matchs disputés : 2
- Victoires de Brunei : 0
- Match nul : 2
- Victoires du Bhoutan : 0
- Total de buts marqués par Brunei : 1
- Total de buts marqués par le Bhoutan : 1

### Birmanie

#### Confrontations
Confrontations entre Brunei et la Birmanie, :
|   | Date             | Lieu       | Match             | Score | Compétition                                                  |
| - | ---------------- | ---------- | ----------------- | ----- | ------------------------------------------------------------ |
| 1 | 29 mai 1983      | Singapour  | Birmanie - Brunei | 1-2   | Jeux d'Asie du Sud-Est de 1983 (gr. B)                       |
| 2 | 15 juin 1993     | Singapour  | Birmanie - Brunei | 6-0   | Jeux d'Asie du Sud-Est de 1993 (gr. A)                       |
| 3 | 10 décembre 1995 | Chiang Mai | Birmanie - Brunei | 2-0   | Jeux d'Asie du Sud-Est de 1995 (gr. B)                       |
| 4 | 9 octobre 1997   | Jakarta    | Birmanie - Brunei | 6-1   | Jeux d'Asie du Sud-Est de 1997 (gr. B)                       |
| 5 | 14 mars 1998     | Rangoun    | Birmanie - Brunei | 4-1   | Tiger Cup 1998 (qualifications)                              |
| 6 | 23 mars 2003     | Malé       | Birmanie - Brunei | 5-0   | Tour préliminaire à la Coupe d'Asie des nations 2004 (gr. A) |
| 7 | 5 octobre 2012   | Rangoun    | Birmanie - Brunei | 1-0   | AFF Suzuki Cup 2012 (tour préliminaire)                      |
| 8 | 16 octobre 2014  | Vientiane  | Brunei - Birmanie | 1-3   | AFF Suzuki Cup 2014 (tour préliminaire)                      |

#### Bilan
Au 1er avril 2019 :
- Total de matchs disputés : 8
- Victoires de Brunei : 1
- Match nul : 0
- Victoires de la Birmanie : 7
- Total de buts marqués par Brunei : 5
- Total de buts marqués par la Birmanie : 28

## C

### Cambodge

#### Confrontations
Confrontations entre Brunei et le Cambodge :
|   | Date             | Lieu                | Match             | Score | Compétition                                     |
| - | ---------------- | ------------------- | ----------------- | ----- | ----------------------------------------------- |
| 1 | 5 octobre 1997   | Jakarta             | Brunei - Cambodge | 0-4   | Jeux d'Asie du Sud-Est de 1997 (gr. B)          |
| 2 | 2 août 1999      | Bandar Seri Begawan | Brunei - Cambodge | 3-3   | Jeux d'Asie du Sud-Est de 1999 (gr. B)          |
| 3 | 16 novembre 2006 | Bacolod             | Brunei - Cambodge | 1-1   | Championnat de l'ASEAN 2007 (tour préliminaire) |
| 4 | 25 octobre 2008  | Phnom Penh          | Cambodge - Brunei | 2-1   | AFF Suzuki Cup 2008 (tour préliminaire)         |
| 5 | 9 octobre 2012   | Rangoun             | Cambodge - Brunei | 2-3   | AFF Suzuki Cup 2012 (tour préliminaire)         |
| 6 | 20 octobre 2014  | Vientiane           | Cambodge - Brunei | 1-0   | AFF Suzuki Cup 2014 (tour préliminaire)         |
| 7 | 3 novembre 2015  | Phnom Penh          | Cambodge - Brunei | 6-1   | Match amical                                    |
| 8 | 18 octobre 2016  | Phnom Penh          | Cambodge - Brunei | 1-0   | AFF Suzuki Cup 2016 (tour préliminaire)         |

#### Bilan
Au 31 mars 2019 :
- Total de matchs disputés : 8
- Victoires de Brunei : 1
- Match nul : 2
- Victoires du Cambodge : 5
- Total de buts marqués par Brunei : 9
- Total de buts marqués par le Cambodge : 22

### Chine

#### Confrontations
Confrontations entre Brunei et la Chine :
|   | Date            | Lieu      | Match          | Score | Compétition                                                      |
| - | --------------- | --------- | -------------- | ----- | ---------------------------------------------------------------- |
| 1 | 4 mai 1975      | Hong Kong | Chine - Brunei | 10-1  | Tour préliminaire à la Coupe d'Asie des nations 1976 (gr. 4-A)   |
| 2 | 26 février 1985 | Macao     | Chine - Brunei | 8-0   | Tour préliminaire à la Coupe du monde 1986 (zone Asie, 1er tour) |
| 3 | 1er mars 1985   | Hong Kong | Brunei - Chine | 0-4   | Tour préliminaire à la Coupe du monde 1986 (zone Asie, 1er tour) |

#### Bilan
Au 31 mars 2019 :
- Total de matchs disputés : 3
- Victoires de Brunei : 0
- Match nul : 0
- Victoires de la Chine : 3
- Total de buts marqués par Brunei : 1
- Total de buts marqués par la Chine : 22

### Corée du Sud

#### Confrontations
Confrontations entre Brunei et la Corée du Sud :
|   | Date           | Lieu      | Match                 | Score | Compétition  |
| - | -------------- | --------- | --------------------- | ----- | ------------ |
| 1 | 7 octobre 1982 | Singapour | Corée du Sud - Brunei | 4-1   | Match amical |

#### Bilan
Au 2 avril 2019 :
- Total de matchs disputés : 1
- Victoires de Brunei : 0
- Match nul : 0
- Victoires de la Corée du Sud : 1
- Total de buts marqués par Brunei : 1
- Total de buts marqués par la Corée du Sud : 4

## E

### Émirats arabes unis

#### Confrontations
Confrontations entre Brunei et les Émirats arabes unis :
|   | Date          | Lieu                | Match                        | Score | Compétition                                                      |
| - | ------------- | ------------------- | ---------------------------- | ----- | ---------------------------------------------------------------- |
| 1 | 14 avril 2001 | Bandar Seri Begawan | Brunei - Émirats arabes unis | 0-12  | Tour préliminaire à la Coupe du monde 2002 (zone Asie, 1er tour) |
| 2 | 4 mai 2001    | Al-Aïn              | Émirats arabes unis - Brunei | 4-0   | Tour préliminaire à la Coupe du monde 2002 (zone Asie, 1er tour) |

#### Bilan
Au 3 avril 2019 :
- Total de matchs disputés : 2
- Victoires de Brunei : 0
- Match nul : 0
- Victoires des Émirats arabes unis : 2
- Total de buts marqués par Brunei : 0
- Total de buts marqués par les Émirats arabes unis : 16

## H

### Hong Kong

#### Confrontations
Confrontations entre Brunei et Hong Kong :
|   | Date            | Lieu                | Match              | Score | Compétition                                                      |
| - | --------------- | ------------------- | ------------------ | ----- | ---------------------------------------------------------------- |
| 1 | 1er mai 1975    | Hong Kong           | Hong Kong - Brunei | 3-0   | Tour préliminaire à la Coupe d'Asie des nations 1976 (gr. 4-A)   |
| 2 | 23 février 1985 | Hong Kong           | Hong Kong - Brunei | 8-0   | Tour préliminaire à la Coupe du monde 1986 (zone Asie, 1er tour) |
| 3 | 6 avril 1985    | Bandar Seri Begawan | Brunei - Hong Kong | 1-5   | Tour préliminaire à la Coupe du monde 1986 (zone Asie, 1er tour) |

#### Bilan
Au 31 mars 2019 :
- Total de matchs disputés : 3
- Victoires de Brunei : 0
- Match nul : 0
- Victoires de Hong Kong : 3
- Total de buts marqués par Brunei : 1
- Total de buts marqués par Hong Kong : 16

## I

### Inde

#### Confrontations
Confrontations entre Brunei et l'Inde :
|   | Date        | Lieu                | Match         | Score | Compétition                                                      |
| - | ----------- | ------------------- | ------------- | ----- | ---------------------------------------------------------------- |
| 1 | 12 mai 2001 | Bandar Seri Begawan | Brunei - Inde | 0-1   | Tour préliminaire à la Coupe du monde 2002 (zone Asie, 1er tour) |
| 2 | 20 mai 2001 | Bangalore           | Inde - Brunei | 5-0   | Tour préliminaire à la Coupe du monde 2002 (zone Asie, 1er tour) |

#### Bilan
Au 31 mars 2019 :
- Total de matchs disputés : 2
- Victoires de Brunei : 0
- Match nul : 0
- Victoires de l'Inde : 2
- Total de buts marqués par Brunei : 0
- Total de buts marqués par l'Inde : 6

### Indonésie

#### Confrontations
Confrontations entre Brunei et l'Indonésie :
|   | Date              | Lieu                | Match              | Score | Compétition                                                              |
| - | ----------------- | ------------------- | ------------------ | ----- | ------------------------------------------------------------------------ |
| 1 | 28 mai 1971       | Bangkok             | Indonésie - Brunei | 9-0   | Tour préliminaire à la Coupe d'Asie des nations 1972 (gr. Asie du Sud-A) |
| 2 | 22 novembre 1977  | Kuala Lumpur        | Indonésie - Brunei | 4-0   | Jeux d'Asie du Sud-Est de 1977 (gr. A)                                   |
| 3 | 2 juin 1983       | Singapour           | Indonésie - Brunei | 1-1   | Jeux d'Asie du Sud-Est de 1983 (gr. B)                                   |
| 4 | 11 décembre 1985  | Bangkok             | Brunei - Indonésie | 1-1   | Jeux d'Asie du Sud-Est de 1985 (gr. B)                                   |
| 5 | 12 septembre 1987 | Jakarta             | Indonésie - Brunei | 2-0   | Jeux d'Asie du Sud-Est de 1987 (gr. B)                                   |
| 6 | 21 août 1989      | Kuala Lumpur        | Indonésie - Brunei | 6-0   | Jeux d'Asie du Sud-Est de 1989 (gr. B)                                   |
| 7 | 9 août 1999       | Bandar Seri Begawan | Brunei - Indonésie | 0-3   | Jeux d'Asie du Sud-Est de 1999 (gr. B)                                   |
| 8 | 26 septembre 2012 | Bandar Seri Begawan | Brunei - Indonésie | 0-5   | Match amical                                                             |
| 9 | 2 décembre 2017   | Banda Aceh          | Indonésie - Brunei | 4-0   | Match amical                                                             |

#### Bilan
Au 31 mars 2019 :
- Total de matchs disputés : 9
- Victoires de Brunei : 0
- Matchs nuls : 2
- Victoires de l'Indonésie : 7
- Total de buts marqués par Brunei : 2
- Total de buts marqués par l'Indonésie : 30

## J

### Japon

#### Confrontations
Confrontations entre Brunei et le Japon :
|   | Date            | Lieu  | Match          | Score | Compétition                                                   |
| - | --------------- | ----- | -------------- | ----- | ------------------------------------------------------------- |
| 1 | 6 mars 1984     |       | Japon - Brunei | 7-1   | Match amical                                                  |
| 2 | 16 février 2000 | Macao | Japon - Brunei | 9-0   | Tour préliminaire à la Coupe d'Asie des nations 2000 (gr. 10) |

#### Bilan
Au 1er avril 2019 :
- Total de matchs disputés : 2
- Victoires de Brunei : 0
- Match nul : 0
- Victoires du Japon : 2
- Total de buts marqués par Brunei : 1
- Total de buts marqués par le Japon : 16

## K

### Kirghizistan

#### Confrontations
Confrontations entre Brunei et le Kirghizistan :
|   | Date            | Lieu       | Match                 | Score | Compétition  |
| - | --------------- | ---------- | --------------------- | ----- | ------------ |
| 1 | 4 décembre 2017 | Banda Aceh | Brunei - Kirghizistan | 0-4   | Match amical |

#### Bilan
Au 1er avril 2019 :
- Total de matchs disputés : 1
- Victoires de Brunei : 0
- Match nul : 0
- Victoires du Kirghizistan : 1
- Total de buts marqués par Brunei : 0
- Total de buts marqués par le Kirghizistan : 4

## L

### Laos

#### Confrontations
Confrontations entre Brunei et le Laos :
|   | Date             | Lieu       | Match         | Score | Compétition                                      |
| - | ---------------- | ---------- | ------------- | ----- | ------------------------------------------------ |
| 1 | 7 juin 1993      | Singapour  | Brunei - Laos | 0-1   | Jeux d'Asie du Sud-Est de 1993 (gr. A)           |
| 2 | 8 décembre 1995  | Chiang Mai | Laos - Brunei | 3-0   | Jeux d'Asie du Sud-Est de 1995 (gr. B)           |
| 3 | 16 mars 1998     | Rangoun    | Laos - Brunei | 2-1   | Tiger Cup 1998 (qualifications)                  |
| 4 | 18 novembre 2006 | Bacolod    | Brunei - Laos | 1-4   | Championnat de l'ASEAN 2007 (tour préliminaire)  |
| 5 | 23 octobre 2008  | Phnom Penh | Laos - Brunei | 3-2   | AFF Suzuki Cup 2008 (tour préliminaire)          |
| 6 | 11 octobre 2012  | Rangoun    | Brunei - Laos | 1-3   | AFF Suzuki Cup 2012 (tour préliminaire)          |
| 7 | 14 octobre 2014  | Vientiane  | Brunei - Laos | 2-4   | AFF Suzuki Cup 2014 (tour préliminaire)          |
| 8 | 21 octobre 2016  | Phnom Penh | Laos - Brunei | 4-3   | AFF Suzuki Cup 2016 (tour préliminaire)          |
| 9 | 14 novembre 2016 | Kuching    | Laos - Brunei | 3-2   | AFC Solidarity Cup 2016 (match pour la 3e place) |

#### Bilan
Au 1er avril 2019 :
- Total de matchs disputés : 9
- Victoires de Brunei : 0
- Match nul : 0
- Victoires du Laos : 9
- Total de buts marqués par Brunei : 12
- Total de buts marqués par le Laos : 27

## M

### Macao

#### Confrontations
Confrontations entre Brunei et Macao :
|   | Date             | Lieu                | Match          | Score           | Compétition                                                      |
| - | ---------------- | ------------------- | -------------- | --------------- | ---------------------------------------------------------------- |
| 1 | 17 février 1985  | Macao               | Macao - Brunei | 2-0             | Tour préliminaire à la Coupe du monde 1986 (zone Asie, 1er tour) |
| 2 | 13 avril 1985    | Bandar Seri Begawan | Brunei - Macao | 1-2             | Tour préliminaire à la Coupe du monde 1986 (zone Asie, 1er tour) |
| 3 | 13 février 2000  | Macao               | Macao - Brunei | 1-0             | Tour préliminaire à la Coupe d'Asie des nations 2000 (gr. 10)    |
| 4 | 12 novembre 2016 | Kuching             | Macao - Brunei | 1-1 (tab : 4-3) | AFC Solidarity Cup 2016 (demi-finale)                            |

#### Bilan
Au 1er avril 2019 :
- Total de matchs disputés : 4
- Victoires de Brunei : 0
- Match nul : 1
- Victoires de Macao : 3
- Total de buts marqués par Brunei : 2
- Total de buts marqués par Macao : 6

### Malaisie

#### Confrontations
Confrontations entre Brunei et la Malaisie :
|   | Date              | Lieu                | Match             | Score | Compétition                                                              |
| - | ----------------- | ------------------- | ----------------- | ----- | ------------------------------------------------------------------------ |
| 1 | 22 mai 1971       | Bangkok             | Malaisie - Brunei | 8-0   | Tour préliminaire à la Coupe d'Asie des nations 1972 (gr. Asie du Sud-A) |
| 2 | 23 novembre 1977  | Kuala Lumpur        | Malaisie - Brunei | 7-0   | Jeux d'Asie du Sud-Est de 1977 (gr. A)                                   |
| 3 | 10 octobre 1982   | Singapour           | Malaisie - Brunei | 4-0   | Match amical                                                             |
| 4 | 5 juin 1983       | Singapour           | Malaisie - Brunei | 5-0   | Jeux d'Asie du Sud-Est de 1983 (match pour la 3e place)                  |
| 5 | 13 octobre 1985   | Singapour           | Malaisie - Brunei | 4-0   | Match amical                                                             |
| 6 | 23 août 1989      | Kuala Lumpur        | Malaisie - Brunei | 2-1   | Jeux d'Asie du Sud-Est de 1989 (gr. B)                                   |
| 7 | 9 juin 1993       | Singapour           | Malaisie - Brunei | 3-1   | Jeux d'Asie du Sud-Est de 1993 (gr. A)                                   |
| 8 | 10 septembre 1996 | Singapour           | Brunei - Malaisie | 0-6   | Tiger Cup 1996 (gr. A)                                                   |
| 9 | 6 août 1999       | Bandar Seri Begawan | Brunei - Malaisie | 0-2   | Jeux d'Asie du Sud-Est de 1999 (gr. B)                                   |

#### Bilan
Au 1er avril 2019 :
- Total de matchs disputés : 9
- Victoires de Brunei : 0
- Match nul : 0
- Victoires de la Malaisie : 9
- Total de buts marqués par Brunei : 2
- Total de buts marqués par la Malaisie : 41

### Maldives

#### Confrontations
Confrontations entre Brunei et les Maldives :
|   | Date         | Lieu | Match             | Score | Compétition                                                  |
| - | ------------ | ---- | ----------------- | ----- | ------------------------------------------------------------ |
| 1 | 21 mars 2003 | Malé | Maldives - Brunei | 1-1   | Tour préliminaire à la Coupe d'Asie des nations 2004 (gr. A) |

#### Bilan
Au 1er avril 2019 :
- Total de matchs disputés : 1
- Victoires de Brunei : 0
- Match nul : 1
- Victoires des Maldives : 0
- Total de buts marqués par Brunei : 1
- Total de buts marqués par les Maldives : 1

### Mongolie

#### Confrontations
Confrontations entre Brunei et la Mongolie :
|   | Date         | Lieu                | Match             | Score | Compétition                                                  |
| - | ------------ | ------------------- | ----------------- | ----- | ------------------------------------------------------------ |
| 1 | 9 juin 2019  | Oulan-Bator         | Mongolie - Brunei | 2-0   | Éliminatoires de la Coupe d'Asie des nations 2023 (1er tour) |
| 2 | 11 juin 2019 | Bandar Seri Begawan | Brunei - Mongolie | 2-1   | Éliminatoires de la Coupe d'Asie des nations 2023 (1er tour) |

#### Bilan
Au 16 juin 2019 :
- Total de matchs disputés : 2
- Victoires de Brunei : 1
- Match nul : 0
- Victoires de la Mongolie : 1
- Total de buts marqués par Brunei : 2
- Total de buts marqués par la Mongolie : 3

## N

### Népal

#### Confrontations
Confrontations entre Brunei et le Népal :
|   | Date            | Lieu       | Match          | Score | Compétition                     |
| - | --------------- | ---------- | -------------- | ----- | ------------------------------- |
| 1 | 4 avril 2006    | Chittagong | Népal - Brunei | 1-2   | AFC Challenge Cup 2006 (gr. B)  |
| 2 | 8 novembre 2016 | Kuching    | Népal - Brunei | 3-0   | AFC Solidarity Cup 2016 (gr. A) |

#### Bilan
Au 1er avril 2019 :
- Total de matchs disputés : 2
- Victoires de Brunei : 1
- Match nul : 0
- Victoires du Népal : 1
- Total de buts marqués par Brunei : 2
- Total de buts marqués par le Népal : 4

## P

### Pakistan

#### Confrontations
Confrontations entre Brunei et le Pakistan :
|   | Date         | Lieu    | Match             | Score | Compétition                            |
| - | ------------ | ------- | ----------------- | ----- | -------------------------------------- |
| 1 | 6 avril 2009 | Colombo | Brunei - Pakistan | 0-6   | AFC Challenge Cup 2010 (qualification) |

#### Bilan
Au 1er avril 2019 :
- Total de matchs disputés : 1
- Victoires de Brunei : 0
- Match nul : 0
- Victoires du Pakistan : 1
- Total de buts marqués par Brunei : 0
- Total de buts marqués par le Pakistan : 6

### Philippines

#### Confrontations
Confrontations entre Brunei et les Philippines :
|   | Date             | Lieu         | Match                | Score | Compétition                                     |
| - | ---------------- | ------------ | -------------------- | ----- | ----------------------------------------------- |
| 1 | 20 novembre 1977 | Kuala Lumpur | Philippines - Brunei | 4-1   | Jeux d'Asie du Sud-Est de 1977 (gr. A)          |
| 2 | 25 août 1989     | Kuala Lumpur | Brunei - Philippines | 2-0   | Jeux d'Asie du Sud-Est de 1989 (gr. B)          |
| 3 | 12 décembre 1995 | Chiang Mai   | Philippines - Brunei | 1-0   | Jeux d'Asie du Sud-Est de 1995 (gr. B)          |
| 4 | 8 septembre 1996 | Singapour    | Brunei - Philippines | 1-0   | Tiger Cup 1996 (gr. A)                          |
| 5 | 20 novembre 2006 | Bacolod      | Philippines - Brunei | 4-1   | Championnat de l'ASEAN 2007 (tour préliminaire) |
| 6 | 13 mai 2008      | Iloilo       | Philippines - Brunei | 1-0   | AFC Challenge Cup 2008 (gr. B)                  |
| 7 | 19 octobre 2008  | Phnom Penh   | Philippines - Brunei | 1-1   | AFF Suzuki Cup 2008 (tour préliminaire)         |

#### Bilan
Au 1er avril 2019 :
- Total de matchs disputés : 7
- Victoires de Brunei : 2
- Match nul : 1
- Victoires des Philippines : 4
- Total de buts marqués par Brunei : 6
- Total de buts marqués par les Philippines : 11

## S

### Singapour

#### Confrontations
Confrontations entre Brunei et Singapour :
|    | Date             | Lieu                | Match              | Score | Compétition                                                   |
| -- | ---------------- | ------------------- | ------------------ | ----- | ------------------------------------------------------------- |
| 1  | 8 mai 1975       | Hong Kong           | Singapour - Brunei | 6-0   | Tour préliminaire à la Coupe d'Asie des nations 1976 (gr. 4)  |
| 2  | 7 octobre 1982   | Singapour           | Singapour - Brunei | 7-0   | Match amical                                                  |
| 3  | 4 juin 1983      | Singapour           | Singapour - Brunei | 4-0   | Jeux d'Asie du Sud-Est de 1983 (demi-finale)                  |
| 4  | 16 octobre 1985  | Singapour           | Singapour - Brunei | 2-1   | Match amical                                                  |
| 5  | 13 décembre 1985 | Bangkok             | Singapour - Brunei | 3-0   | Jeux d'Asie du Sud-Est de 1985 (gr. B)                        |
| 6  | 4 décembre 1995  | Chiang Mai          | Brunei - Singapour | 2-2   | Jeux d'Asie du Sud-Est de 1995 (gr. B)                        |
| 7  | 4 septembre 1996 | Singapour           | Singapour - Brunei | 3-0   | Tiger Cup 1996 (gr. A)                                        |
| 8  | 12 octobre 1997  | Jakarta             | Singapour - Brunei | 1-0   | Jeux d'Asie du Sud-Est de 1997 (gr. B)                        |
| 9  | 4 août 1999      | Bandar Seri Begawan | Brunei - Singapour | 1-3   | Jeux d'Asie du Sud-Est de 1999 (gr. B)                        |
| 10 | 20 février 2000  | Macao               | Singapour - Brunei | 1-0   | Tour préliminaire à la Coupe d'Asie des nations 2000 (gr. 10) |
| 11 | 6 juin 2015      | Singapour           | Singapour - Brunei | 5-1   | Match amical                                                  |

#### Bilan
Au 2 avril 2019 :
- Total de matchs disputés : 11
- Victoires de Brunei : 0
- Match nul : 1
- Victoires de Singapour : 10
- Total de buts marqués par Brunei : 5
- Total de buts marqués par Singapour : 37

### Sri Lanka

#### Confrontations
Confrontations entre Brunei et le Sri Lanka :
|   | Date         | Lieu       | Match              | Score | Compétition                            |
| - | ------------ | ---------- | ------------------ | ----- | -------------------------------------- |
| 1 | 2 avril 2006 | Chittagong | Sri Lanka - Brunei | 1-0   | AFC Challenge Cup 2006 (gr. B)         |
| 2 | 4 avril 2009 | Colombo    | Sri Lanka - Brunei | 5-1   | AFC Challenge Cup 2010 (qualification) |

#### Bilan
Au 2 avril 2019 :
- Total de matchs disputés : 2
- Victoires de Brunei : 0
- Match nul : 0
- Victoires du Sri Lanka : 2
- Total de buts marqués par Brunei : 1
- Total de buts marqués par le Sri Lanka : 6

## T

### Tadjikistan

#### Confrontations
Confrontations entre Brunei et le Tadjikistan :
|   | Date        | Lieu   | Match                | Score | Compétition                    |
| - | ----------- | ------ | -------------------- | ----- | ------------------------------ |
| 1 | 17 mai 2008 | Iloilo | Brunei - Tadjikistan | 0-4   | AFC Challenge Cup 2008 (gr. B) |

#### Bilan
Au 2 avril 2019 :
- Total de matchs disputés : 1
- Victoires de Brunei : 0
- Match nul : 0
- Victoires du Tadjikistan : 1
- Total de buts marqués par Brunei : 0
- Total de buts marqués par le Tadjikistan : 4

### Taïwan

#### Confrontations
Confrontations entre Brunei et Taïwan :
|   | Date         | Lieu                | Match           | Score | Compétition                                                   |
| - | ------------ | ------------------- | --------------- | ----- | ------------------------------------------------------------- |
| 1 | 8 avril 2009 | Colombo             | Taïwan - Brunei | 5-0   | AFC Challenge Cup 2010 (qualification)                        |
| 2 | 12 mars 2015 | Kaohsiung           | Taïwan - Brunei | 0-1   | Éliminatoires de la Coupe d'Asie des nations de football 2019 |
| 3 | 17 mars 2015 | Bandar Seri Begawan | Brunei - Taïwan | 0-2   | Éliminatoires de la Coupe d'Asie des nations de football 2019 |

#### Bilan
Au 2 avril 2019 :
- Total de matchs disputés : 3
- Victoires de Brunei : 1
- Match nul : 0
- Victoires de Taïwan : 2
- Total de buts marqués par Brunei : 1
- Total de buts marqués par Taïwan : 7

### Thaïlande

#### Confrontations
Confrontations entre Brunei et la Thaïlande :
|   | Date              | Lieu      | Match              | Score | Compétition                                                              |
| - | ----------------- | --------- | ------------------ | ----- | ------------------------------------------------------------------------ |
| 1 | 24 mai 1971       | Bangkok   | Thaïlande - Brunei | 10-0  | Tour préliminaire à la Coupe d'Asie des nations 1972 (gr. Asie du Sud-A) |
| 2 | 31 mai 1983       | Singapour | Thaïlande - Brunei | 2-1   | Jeux d'Asie du Sud-Est de 1983 (gr. B)                                   |
| 3 | 10 septembre 1987 | Jakarta   | Thaïlande - Brunei | 3-1   | Jeux d'Asie du Sud-Est de 1987 (gr. B)                                   |
| 4 | 11 juin 1993      | Singapour | Brunei - Thaïlande | 2-5   | Jeux d'Asie du Sud-Est de 1993 (gr. A)                                   |
| 5 | 6 septembre 1996  | Singapour | Thaïlande - Brunei | 6-0   | Tiger Cup 1996 (gr. A)                                                   |
| 6 | 7 octobre 1997    | Jakarta   | Brunei - Thaïlande | 0-6   | Jeux d'Asie du Sud-Est de 1997 (gr. B)                                   |

#### Bilan
Au 2 avril 2019 :
- Total de matchs disputés : 6
- Victoires de Brunei : 0
- Match nul : 0
- Victoires de la Thaïlande : 6
- Total de buts marqués par Brunei : 4
- Total de buts marqués par la Thaïlande : 28

### Timor oriental

#### Confrontations
Confrontations entre Brunei et le Timor oriental :
|   | Date               | Lieu                | Match                   | Score | Compétition                                     |
| - | ------------------ | ------------------- | ----------------------- | ----- | ----------------------------------------------- |
| 1 | 12 novembre 2006   | Bacolod             | Brunei - Timor oriental | 3-2   | Championnat de l'ASEAN 2007 (tour préliminaire) |
| 2 | 21 octobre 2008    | Phnom Penh          | Brunei - Timor oriental | 4-1   | AFF Suzuki Cup 2008 (tour préliminaire)         |
| 3 | 13 octobre 2012    | Rangoun             | Brunei - Timor oriental | 2-1   | AFF Suzuki Cup 2012 (tour préliminaire)         |
| 4 | 12 octobre 2014    | Vientiane           | Timor oriental - Brunei | 4-2   | AFF Suzuki Cup 2014 (tour préliminaire)         |
| 5 | 15 octobre 2016    | Phnom Penh          | Brunei - Timor oriental | 2-1   | AFF Suzuki Cup 2016 (tour préliminaire)         |
| 6 | 2 novembre 2016    | Kuching             | Brunei - Timor oriental | 4-0   | AFC Solidarity Cup 2016 (gr. A)                 |
| 7 | 1er septembre 2018 | Kuala Lumpur        | Timor oriental - Brunei | 3-1   | AFF Suzuki Cup 2018 (tour préliminaire)         |
| 8 | 8 septembre 2018   | Bandar Seri Begawan | Brunei - Timor oriental | 1-0   | AFF Suzuki Cup 2018 (tour préliminaire)         |

#### Bilan
Au 3 avril 2019 :
- Total de matchs disputés : 8
- Victoires de Brunei : 6
- Match nul : 0
- Victoires du Timor oriental : 2
- Total de buts marqués par Brunei : 12
- Total de buts marqués par le Timor oriental : 7

## Y

### Yémen

#### Confrontations
Confrontations entre Brunei et le Yémen :
|   | Date          | Lieu                | Match          | Score | Compétition                                                      |
| - | ------------- | ------------------- | -------------- | ----- | ---------------------------------------------------------------- |
| 1 | 7 avril 2001  | Bandar Seri Begawan | Brunei - Yémen | 0-5   | Tour préliminaire à la Coupe du monde 2002 (zone Asie, 1er tour) |
| 2 | 27 avril 2001 | Sanaa               | Yémen - Brunei | 1-0   | Tour préliminaire à la Coupe du monde 2002 (zone Asie, 1er tour) |

#### Bilan
Au 3 avril 2019 :
- Total de matchs disputés : 2
- Victoires de Brunei : 0
- Match nul : 0
- Victoires du Yémen : 2
- Total de buts marqués par Brunei : 0
- Total de buts marqués par le Yémen : 6